# Mallophora thompsoni
Mallophora thompsoni là một loài ruồi trong họ Asilidae. Mallophora thompsoni được Artigas & Angulo miêu tả năm 1980. Loài này phân bố ở vùng Tân nhiệt đới và Tân Bắc giới.